# رسم الطويل
رسم الطويل قرية في ناحية جب الجراح التابعة لمنطقة المخرّم في محافظة حمص في سورية.